# Dau
|  | Aquest article tracta sobre l'objecte pel joc. Vegeu-ne altres significats a «Dau (desambiguació)». |

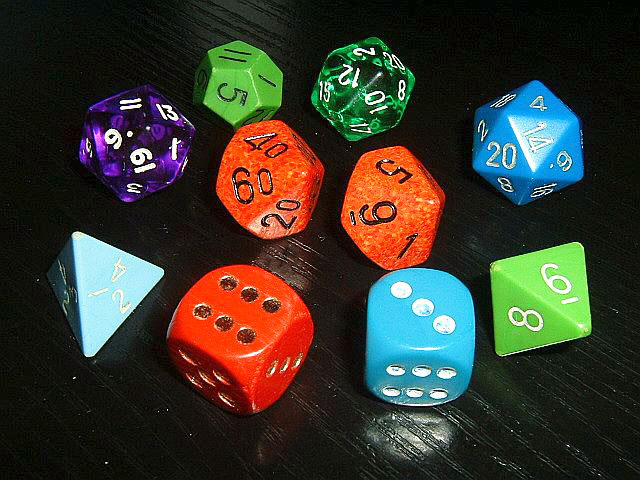
Daus

Paschier Joostens, De Alea, 1642

Un dau és un cub amb un número en cada cara. Es fa servir en jocs d'atzar. El més comú té forma d'hexaedre amb els números d'ú a sis.
Se'ls llença sobre una superfície plana i es considera el valor a la cara superior com a resultat. Segons les necessitats del joc, es fan servir més daus.

## Tipus de daus
- Moneda (2 cares): No és un dau en si, però és emprat per obtenir resultats d'1 o 2
- Tetràedre (4 cares): Com que no se li pot considerar que té una cara en concret en posició superior, aleshores el resultat és aquell que el seu nombre està imprès paral·lelament a la base.
- Cub o hexàedre (6 cares): El més comú és un dau en forma de cub, de 6 cares, amb un número de l'1 al 6 marcat a cada cara amb punts. Els punts estan disposats de manera que les cares oposades sumen set.
- Dau de cent (100 cares): Raresa només adquirible a botigues especialitzades. Té tantes cares que fa difícil la seva manipulació i la lectura del resultat. Popularment es prefereix substituir-ho per dos daus de deu cares i diferenciats pel color. En aquest cas un dels daus adopta la funció de desenes i l'altre d'unitats.[cal citació]

Existeix un sistema d'abreviatures que tracta el tipus i quantitat de daus a utilitzar en un llançament, molt utilitzat per aquells jocs que combinen més daus. Es fa referència, bàsicament, a les cares que té el dau, precedit per la consonant "d" (per exemple, un dodecaedre seria abreviat com a "d12"), si a més es vol fer referència a la quantitat, l'afegiríem davant la "d". A més es pot utilitzar l'abreviatura com a element matemàtic i regir-lo per les seves lleis. Per exemple, si es vol demanar que al resultat de tres octaedres se li ha de restar un dos, s'escriu d'aquesta manera: "3d8-2".
Els daus descendeixen de les tabes asiàtiques i apareixen ja mencionats al Mahabharata. Es fabricaven amb ivori o banya. El nom ve de la paraula àrab per designar "nombre". Des dels inicis apareixen referències a daus trucats i a trampes en el seu ús.
Se'l fan servir per sessions d'endevinació en la cleromància. Aquests daus poden ser els ordinaris o contenir símbols particulars.

## En les arts
Com a símbol de l'atzar, de l'amor, de la fortuna… apareixen sovint en les arts.
| «                                                    | Amor, de vós jo·n sent més que no·n sé, de què la part pijor me’n romandrà, e de vós sap lo qui sens vós està A joc de daus vos acompararé. | » |
| — Ausiàs March, Veles e vents han mos desigs complir | |   |

## Jocs de daus
- Carrera de daus
- Mentider